# Andreuot d'Arborea
Andreuot d'Arborea fou fill il·legítim de Joan d'Arborea i de Vera Cappai. Va succeir al seu pare després del 1295 associat a son germà Marià III d'Arborea i ambdós sota regència encara de Tosorat Uberti. Va morir després del 3 d'abril de 1308. No se li coneix descendència.